# Enrique Montaño
Enrique Montaño (Ciudad de México; 24 de abril de 1989) es un actor mexicano de cine, teatro y televisión.

## Carrera
Su carrera comenzó gradualmente en 2009 después de haberse formado en el Centro de Educación Artística de Televisa ese mismo año y comenzó a realizar pequeños papeles en los programas unitarios de  La rosa de Guadalupe y Como dice el dicho, al año entrante hizo su debut en la telenovela de Hasta que el dinero nos separe en un rol pequeño.
Para 2012 se da a conocer en la telenovela de Rosy Ocampo, Por ella soy Eva interpretando a Daniel, así como también tuvo la oportunidad de debutar en el cine con la película de Viaje de generación como Santiago.
En 2014 participó en Lo que la vida me robó dando vida a Jacinto al lado de los protagonistas Angelique Boyer, Sebastián Rulli y Luis Roberto Guzmán y ese mismo año viajó a Miami para unirse al elenco de la telenovela de Voltea pa' que te enamores (telenovela de 2014) con Marielena Dávila y Pedro Moreno.
En 2015 regresó a México para trabajar al lado de José Alberto Castro en su telenovela de Pasión y poder interpretando a Justino, compartiendo créditos con los actores Susana González, Jorge Salinas, Fernando Colunga y Marlene Favela.
En 2017 se va a Telemundo y participa en la serie biográfica de la cantante Jenni Rivera, titulada Mariposa de barrio en donde personificó a Pedro Rivera en la etapa de joven, al lado de la protagonista Samadhi Zendejas de igual modo en la etapa de joven. Al año siguiente en la misma empresa obtiene otro papel en la telenovela de Mi familia perfecta como Marcos compartiendo roles con Gala Montes.
En 2019 obtiene otro rol en la novela Médicos como Martín, en 2020 en las telenovelas de Vencer el miedo como Rafael y otro más en Quererlo todo dando vida a Juan.
En teatro musical lo hemos podido ver en distintas producciones como Mentiras: el musical , Hoy no me puedo levantar (musical) , Como quieras perro ámame entre otras.

## Filmografía

### Televisión
| Año       | Proyecto                       | Personaje             |
| --------- | ------------------------------ | --------------------- |
| 2024      | Vivir de amor                  | Luis Farías           |
| 2022-2023 | Esta historia me suena         | 2 episodios           |
| 2020-2021 | Quererlo todo                  | Juan Galindo          |
| 2020      | Vencer el miedo                | Rafael Conti          |
| 2019      | Médicos, línea de vida         | Martin                |
| 2018      | Mi familia perfecta            | Marcos Torres         |
| 2017      | Milagros de navidad            | Santiago              |
| 2017      | Mariposa de barrio             | Pedro Rivera (joven)  |
| 2015-2016 | Pasión y poder                 | Justino               |
| 2015      | Paramédicos                    | Chucho                |
| 2014      | Voltea pa' que te enamores     | Gabito                |
| 2014      | Lo que la vida me robó         | Jacinto               |
| 2012      | Por ella soy Eva               | Daniel Merino         |
| 2012      | La que no podía amar           | Personaje desconocido |
| 2012      | Miss XV                        | Personaje desconocido |
| 2011-2017 | Como dice el dicho             | Varios roles          |
| 2011      | El equipo                      | Personaje desconocido |
| 2010      | Hasta que el dinero nos separe | Personaje desconocido |
| 2009-2013 | La rosa de Guadalupe           | Varios roles          |

### Cine
| Año  | Película            | Personaje |
| ---- | ------------------- | --------- |
| 2023 | La casa Azul        | Luis      |
| 2012 | Viaje de generación | Santiago  |

### Teatro
| Año       | Títiulo                  | Personaje            |
| --------- | ------------------------ | -------------------- |
| 2023      | Vaselina                 | Memo y Ricky Rockero |
| 2021-2022 | Como quieras Perro ámame | Max                  |
| 2021-2022 | Asi de Simple            | Joaquin 1            |
| 2021      | Hoy no me puedo levantar | Colate               |
| 2018-2024 | Mentiras, el musical     | Emmanuel             |
| 2014      | Rockpunzel               | Tony                 |
| 2013      | Vestuario de hombres     | Hernan               |
| 2012      | Pedro Paramo             | Juan Preciado        |